# Phrudocentra protractaria
Phrudocentra protractaria là một loài bướm đêm trong họ Geometridae.